# Bahnhof Nishi-Funabashi
Der Bahnhof Nishi-Funabashi (jap. 西船橋駅, Nishi-Funabashi-eki, dt. Bahnhof West-Funabashi) befindet sich in der Stadt Funabashi in der Präfektur Chiba, Japan. Auf Netzspinnen der Tōkyō Metro trägt der Bahnhof die Nummer T-23 für die Tōzai-Linie.

## Geschichte
Am 10. November 1958 wurde der Bahnhof von der Japanese National Railways für die Chūō-Sōbu-Linie eröffnet. Am 15. Dezember 1968 wurde der Bahnhofsbetrieb auf ein neu bebautes Gelände verlegt. Am 29. März 1969 hielt erstmals ein Zug der Tōzai-Linie am Bahnhof und die Tōkyō Metro nahm hier ihren Betrieb auf. Am 8. April 1969 wurde am Bahnhof ebenfalls der Güterbetrieb aufgenommen und zum 1. November 1986 wieder eingestellt. Nach einer Erweiterung des Bahnhofs vom Durchgangs- zum Turmbahnhof hielt am 2. Oktober 1978 erstmals ein Zug der Musashino-Linie am auf den die anderen Gleise kreuzenden Bahnsteigen 9 und 10 (heute 11 und 12). Nach einer weiteren Erweiterung des Bahnhofs halten seit dem 3. März 1986 ebenfalls Züge der Keiyō-Linie, dies allerdings hauptsächlich am Wochenende, um als Zubringer für das Tokyo Disney Resort sowie das Stadion der Chiba Lotte Marines bei Heimspielen zu dienen. Am 27. April 1996 wurde die Schnellbahnlinie der Tōyō Kōsoku eröffnet und zur Tōzai-Linie durchgebunden. Ein letzter größerer Umbau wurde am Bahnhof mit der Eröffnung des dila Nishifunabashi, Filiale einer JR-East-eigenen Kaufhauskette, am 15. Januar 2005 abgeschlossen.

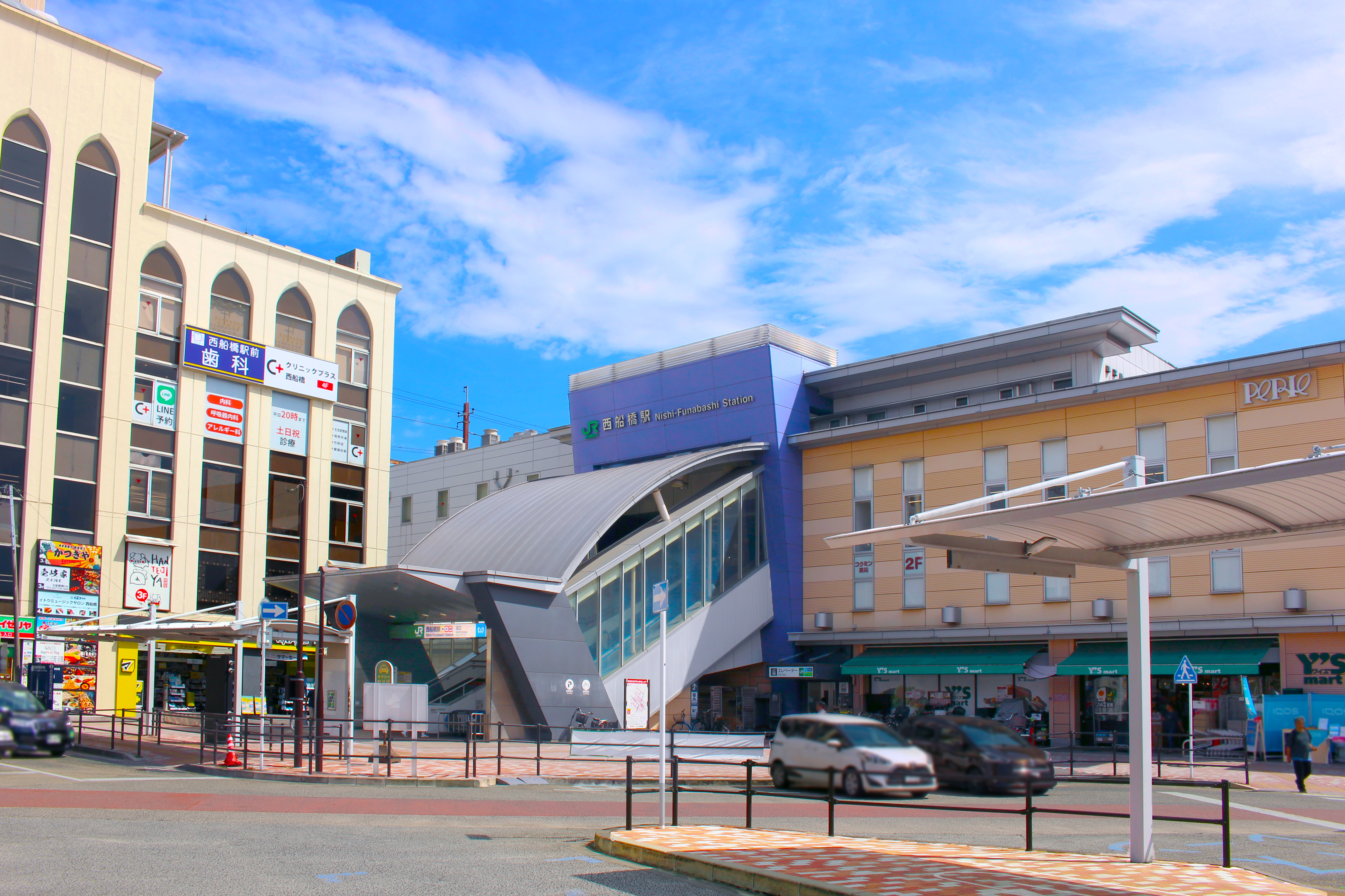
Nordausgang Bahnhofsgebäude „Perrier Nishi-Funabashi“

## Bauart und Gleise
Ursprünglich wurde der Bahnhof als Durchgangsbahnhof für die Chūō-Sōbu-Linie errichtet. Nach zusätzlichen Baumaßnahmen wurde der Bahnhof 1978 zum Turmbahnhof umgestaltet, seitdem kreuzt die Musashino-Linie (später auch die Keiyō-Linie) über der Chūō-Sōbu- und Tōzai-Linie sowie der Tōyō Kōsoku Schnellbahn. Der Bahnhof verfügt insgesamt über 10 Bahnsteiggleise, die sich auf insgesamt 11 Bahnsteige aufteilen. Die Diskrepanz ergibt sich aus einer für die Sobu-Linie zur Anwendung kommenden spanischen Lösung für Züge die in Nishi-Funabashi enden beziehungsweise starten.
Auf der unteren Ebenen verlaufen jeweils in Ost-West-Richtung die drei Gleise der Chūō-Sōbu-Linie sowie direkt südlich davon die drei Gleise der Tōkyō Metro und Tōyō-Kōsoku-Schnellbahn, die sich die Gleise teilen. Auf der oberen Ebene verlaufen die vier Gleise der Musashino- und Keiyō-Linie in Nord-Süd-Richtung. Die Bahnhofshalle sowie die Gleiszugänge befindet sich zwischen den beiden Gleisebenen.

### Bahnsteige JR East
| 1 | ▉ Chūō-Sōbu-Linie | Funabashi • Tsudanuma • Chiba                                |
| 2 | ▉ Chūō-Sōbu-Linie | nur Ausstieg für hier endende Züge                           |
| 3 | ▉ Chūō-Sōbu-Linie | nur Einstieg für hier startenden Züge nach Nakano und Mitaka |
| 4 | ▉ Chūō-Sōbu-Linie | Akihabara • Ochanomizu • Nakano • Mitaka                     |

| 9  | ▉ Musashino-Linie | Shin-Matsudo • Minami-Urawa • Fuchū-Honmachi                                      |
| 10 | ▉ Musashino-Linie | Shin-Matsudo • Minami-Urawa • Fuchū-Honmachi                                      |
| 10 | ▉ Keiyō-Linie     | Maihama • Tokio oder Minami-Funabashi • Soga (Zug startet und endet jeweils hier) |
| 11 | ▉ Musashino-Linie | Maihama • Shin-Kiba • Tokio                                                       |
| 11 | ▉ Keiyō-Linie     | Maihama • Tokio oder Minami-Funabashi • Soga (Zug startet und endet jeweils hier) |
| 12 | ▉ Musashino-Linie | Minami-Funabashi • Kaihimmakuhari                                                 |

### Bahnsteige Tokyo Metro und Tōyō-Kōsoku-Schnellbahn
| 6 | Tōzai-Linie   | Iidabashi (T-06) • Takadanobaba (T-03) • Nakano (T-01) |
| 6 | ▉ Tōyō Kōsoku | Kita-Narashino • Tōyō-Katsutadai                       |
| 7 | Tōzai-Linie   | Iidabashi (T-06) • Takadanobaba (T-03) • Nakano (T-01) |
| 7 | ▉ Tōyō Kōsoku | Kita-Narashino • Tōyō-Katsutadai                       |
| 6 | Tōzai-Linie   | Iidabashi (T-06) • Takadanobaba (T-03) • Nakano (T-01) |
| 6 | ▉ Tōyō Kōsoku | Kita-Narashino • Tōyō-Katsutadai                       |

## Linien
| Verlauf der Chūō-Schnellbahnlinie |
| --- |
| Chiba • Nishi-Chiba • Inage • Shin-Kemigawa • Makuhari • Makuharihongō • Tsudanuma • Higashi-Funabashi • Funabashi • Nishi-Funabashi • Shimōsa-Nakayama • Moto-Yawata • Ichikawa • Koiwa • Shin-Koiwa • Hirai • Kameido • Kinshichō • Ryōgoku • Asakusabashi • Akihabara • Ochanomizu • Suidōbashi • Iidabashi • Ichigaya • Yotsuya • Shinanomachi • Sendagaya • Yoyogi • Shinjuku • Ōkubo • Higashi-Nakano • Nakano • Kōenji • Asagaya • Ogikubo • Nishi-Ogikubo • Kichijōji • Mitaka |

| Verlauf der Keiyō-Linie |
| --- |
| Tokyo • Hatchōbori • Etchūjima • Shiomi • Shin-Kiba • Higashi-Kasairinkaikōen • Maihama • Shin-Urayasu • Ichikawa-Shiohama • Nishi-Funabashi • Futamatashimmachi • Minami-Funabashi • Shin-Narashino • Kaihimmakuhari • Kemigawahama • Inagekaigan • Chibaminato • Soga |

| Verlauf der Musashino-Linie |
| --- |
| Fuchū-Honmachi • Kita-Fuchū • Nishi-Kokubunji • Shin-Kodaira • Shin-Akitsu • Higashi-Tokorozawa • Niiza • Kita-Asaka • Nishi-Urawa • Musashi-Urawa • Minami-Urawa • Higashi-Urawa • Higashi-Kawaguchi • Minami-Koshigaya • Koshigaya-Laketown • Yoshikawa • Yoshikawaminami • Shin-Misato • Misato • Minami-Nagareyama • Shin-Matsudo • Shin-Yahashira • Higashi-Matsudo • Ichikawaōno • Funabashihōten • Nishi-Funabashi |

## Umgebung
Etwa 400 m nördlich des Bahnhofs befindet sich der Bahnhof Nishi-Funa der Hauptlinie der Keisei Dentetsu. Darüber hinaus befindet sich etwa 1.700 m nördlich die Pferderennbahn von Nakayama. Beide Bahnhöfe dienen als Hauptzubringer per Zugang mit öffentlichen Verkehrsmitteln.

## Nutzung
Im Jahr 2008 wurde der JR Bahnhof von durchschnittlich 125.785 Fahrgästen am Tag genutzt, der damit Rang 23 von über 900 auf der Rangliste der meist genutzten Bahnhöfe der JR East im Jahr 2008 einnahm. Die Tōzai-Linie wurde von durchschnittlich 278.117 Fahrgästen am Tag genutzt. Die Tōyō Kōsoku Schnellbahn haben im Jahr 2007 im Durchschnitt 51.700 Fahrgäste am Tag genutzt.